# XIV. Lajos francia király
XIV. Lajos (ismert ragadványnevén: Nagy Lajos, franciául: Louis le Grand, vagy a Napkirály, franciául: le Roi Soleil; Saint-Germain-en-Laye, Franciaország, 1638. szeptember 5. – Versailles, Franciaország, 1715. szeptember 1.), Franciaország királya 1643-tól 1715-ben bekövetkezett haláláig. Összesen 72 éves és 110 napos uralkodásával minden idők legtovább hatalmon lévő szuverén uralkodójának számít. Uralkodóháza, a Bourbon-ház harmadik tagja volt a francia trónon.
Lajos, bár apja, XIII. Lajos 1643-as halálával már négy esztendős korától királynak számított, koronázására pedig 1654-ben került sor, régensként kezdetben édesanyja, Ausztriai Anna szolgált 1651-ig, majd a kormányzást Mazarin bíboros gyakorolta. Szuverén uralkodását a bíboros 1661-es halálával kezdte meg új főminisztere, Jean-Baptiste Colbert segítségével. Hatalmát a királyok isteni jogának szellemében gyakorolta, és egy központosított abszolút monarchia kiépítéséért dolgozott. Ugyanakkor a neki tulajdonított közismert anekdotát, miszerint „Az állam én vagyok!”, valójában sosem mondta. A kiskorúsága idején zajló Fronde felkelést leverte, ezzel a feudalizmus utolsó maradványait is felszámolta, mivel az arisztokráciát arra kényszerítette, hogy saját birtokai helyett az általa megálmodott versailles-i kastélyban éljenek. A fontainebleau-i ediktummal eltörölte a hugenották korábban, még nagyapja, IV. Henrik idején biztosított jogait, ezzel lényegében felszámolta a protestantizmust az országban.
Hosszú uralkodása alatt a Francia Királyság Európa vezető hatalmává vált, rendszeresen érvényesítve katonai erejét. A spanyolokkal vívott háború (1635–59) végig kísérte gyermekkorát, regnálása alatt pedig három nagy kontinentális katonai konfliktust is vívott: a holland háborút (1672–79), valamint a pfalzi örökösödési (1688–97) és spanyol örökösödési háborút (1701–14), de rövidebb háborús konfliktusokat is indított, mint amilyen a devolúciós (1667–68) és az egyesítési háborúk (1683–84) voltak. Külpolitikáját egész uralkodása alatt a hadviselés határozta meg: személyes ambíciói révén kívánt dicsőséget szerezni országának, míg békeidőben a következő háborúra készítette fel haderejét. Háborúit olyan jelentős hadvezérek és tábornokok vezényelték, mint Turenne marsall, Vauban márki és Condé hercege.
XIV. Lajos uralkodása jelentősen befolyásolta Európa történelmét, rendszere mintául szolgált minden abszolutista uralkodó számára és ma is a központosított államhatalom elsődleges példája. Regnálása alatt vette kezdetét a francia gyarmatbirodalom kiépülése, továbbá a művészetek pártfogójaként olyan személyek mecénása volt, mint Bossuet, Molière, Jean Racine, valamint Charles Le Brun, Jean-Baptiste Lully és André Le Nôtre. Kezdeményezésére épült a Canal du Midi, továbbá ő alapította a Francia Tudományos Akadémiát is.

## Élete

### Származása
Louis-Dieudonné királyi herceg 1638. szeptember 5-én született a Párizs közelében fekvő Saint-Germain-en-Laye kastélyában. Édesapja XIII. Lajos (1601–1643), a Bourbon-házból származó második francia király volt, IV. Henrik király és Medici Mária királyné fia.
Édesanyja Ausztriai Anna királyné (1601–1666) volt, III. Fülöp spanyol király és Ausztriai Margit királyné leánya. (Ausztriai Anna valójában Spanyolországban született, személyét id. Alexandre Dumas romantikus regényében, „A három testőr”-ben örökítette meg, bár a regény a történelmi hűséget nem tartotta tiszteletben, Richelieu bíborost például méltatlanul sötét színekben festette le).
A királyi pár házasságának 23 gyermektelen éve után a trónörökös (dauphin) születése igen nagy jelentőségű esemény volt az uralkodó család számára. E pillanatig a trónörökösnek járó orléans-i herceg (duc d’Orléans) címet addig XIII. Lajos öccse, Gaston királyi herceg viselte, akit sokan intrikus jellemnek tartottak. Richelieu bíboros, XIII. Lajos főminisztere (premier ministre) is attól tartott, hogy Gaston herceg uralma csak a főnemeseknek és a Habsburgoknak kedvezne. A háttérbe szorított Gaston herceg később, Richelieu és XIII. Lajos elhunyta után valóban szervezkedésbe kezdett, a Fronde felkelés során a királyellenes lázadókat támogatta.
A királyi utód szerencsés megszületését valóságos csodának tekintették, a szülők örömük és hálájuk jeleként elsőszülött gyermeküknek a Louis-Dieudonné keresztnevet adták, melynek jelentése „Lajos, Isten ajándéka”. A trónörökös megkapta a hagyományos dauphin de Viennois címet. A két évtizeden át hiába várt fiú megszületése semmivé foszlatta Gaston herceg trónöröklési esélyét, és jelentős politikai sikert jelentett Richelieu bíborosnak.
A második fiú, Fülöp orléans-i herceg, Lajos öccse 1640-ben született, és előbb az Anjou hercege címet kapta. A királyi párnak ezután több gyermeke már nem született. Később, 1643-ban, bátyjának, Lajosnak trónra lépése után Fülöp lett a trón örököse (dauphin). 1661-ben, amikor nagybátyjuk, a háttérbe szorított Gaston herceg elhunyt, Fülöp kapta meg Orléans hercegének méltóságát is.
- Ausztriai Anna királyné fiával, Lajossal
- XIV. Lajos nyolcéves korában

### A gyermekkirály
1643. május 14-én apjának, XIII. Lajosnak halála után a négyéves dauphin örökölte a királyi trónt, XIV. Lajos néven. Tizenhárom éves koráig (1651-ig) azonban anyja, Ausztriai Anna anyakirályné régensként uralkodott helyette. A királyné az udvari körök ellenzésének dacára az olasz származású Mazarin bíborost (1602–1661), az 1642-ben elhunyt Richelieu bizalmasát nevezte ki főminiszterévé. A tényleges kormányzati hatalom Mazarin kezében összpontosult. A bíboros céltudatosan készítette fel a gyermek Lajost a jövendő abszolút uralkodó szerepére, lépésről lépésre avatta be a hatalomgyakorlás mesterségébe, és fokozatosan bevonta a kormányzati döntésekbe.
A gyermek Lajos király trónra lépése a hosszú ideje zajló harmincéves háború (1618–1648) idejére esett. Franciaország hadban állt a Habsburg-ház uralma alá tartozó országokkal: a Német-római Birodalommal és a Spanyol Királysággal. A francia hadseregek igen eredményesen működtek, és nagy győzelmeket értek el. A hosszú háború azonban rendkívül megterhelte az államháztartást.
Anna királynénak, mint régensnek súlyos belpolitikai nehézségeket okozott a tény, hogy városbírák és a főnemesség (a hercegek) gyanakodva tekintettek a spanyol Habsburg származású királynéra, és heves ellenállást fejtettek ki a királyi kormányzat – azaz Mazarin bíboros – intézkedéseivel szemben. A francia udvarban idegen származása miatt eleinte kigúnyolt Anna királyné azonban franciábbnak bizonyult a franciáknál. Szembeszállt az udvarnál szokássá vált nepotizmussal (a kegyencek és kegyencnők uralmával), és nem tűrte el a királyi tekintély csorbítását az államvezetésben. A francia tábornokokat arra utasította, hogy lankadatlan erővel folytassák a harcot az ellenség – így Spanyolország – ellen is. Az állami ügyeket Mazarin bíboros vitte, aki elődjének, Richelieu bíborosnak abszolutisztikus politikáját folytatta, amely az államhatalomnak a király kezében való összpontosítását célozta és szolgálta. 1648-ban a vesztfáliai békeszerződéssel lezárult a Német-római Birodalom és szövetségesei ellen vívott harmincéves háború, amely Franciaországnak is jelentős győzelmeket hozott.

### A Fronde felkelés
A vesztfáliai béke megkötése után nagy francia csapattesteket vezényelhettek át a Spanyolország elleni hadjáratra. Ekkor azonban kitört a Fronde (1648–1653), a párizsi parlament (azaz a Legfelsőbb Bíróság) és a francia főnemesség („les princes de sang”) nyílt fegyveres felkelése a király abszolutista politikája ellen. A polgárháborúvá szélesedő felkelésre Lajos király kiskorúsága adott ürügyet. A felkelők (Frondeurs, magyarul „parittyások”) azt hirdették, hogy ők Mazarin főminiszternek a királyra gyakorolt negatív befolyása ellen küzdenek. A bíborost idegen (olasz) származása miatt amúgy is általános megvetés vette körül. A királyi család hercegei különösen gyűlölték, mert következetesen kiszorította őket a politikai hatalomból. A harcot Lajos nagybátyja, Gaston királyi herceg, és a Condé hercegek vezették. Az arisztokrata lázadókat a spanyol király is támogatta. A városi parlamenteket (azaz főbíróságokat) viszont az angol polgári forradalom és polgárháború példája lelkesítette. Ők azt remélték, újabb kiváltságokat harcolhatnak maguknak ki a koronával szemben.

### Megkoronázása és első házassága

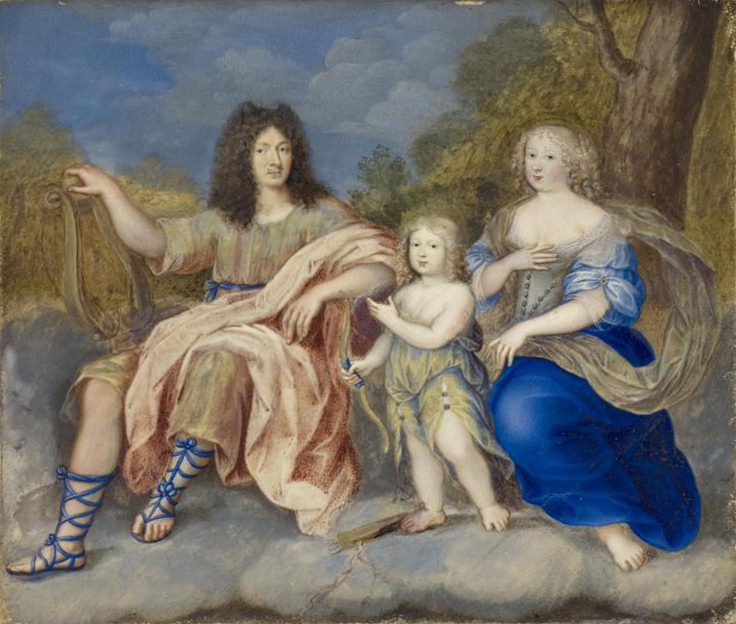
XIV. Lajos és Ausztriai Mária Terézia királyné első fiukkal, Lajos herceggel.

XIV. Lajost 1651-ben nagykorúsították, anyjának régensi megbízatása ezzel hivatalosan véget ért. A Fronde-ot 1652-re leverték, bár a nyugtalanság még 1654-ig eltartott. A 13 éves király, aki még túl fiatal volt az uralkodáshoz, a várakozásoknak megfelelően – de az ősi szokásjoggal szöges ellentétben – Mazarin bíborosra ruházta a főhatalmat, és nem a királyi család rangidős hercegére. Lajos koronázására és ünnepélyes felkenésére 1654-ben a reimsi székesegyházban került sor, ezzel a királyi hatalom gyakorlásának rendje mindenki számára látható módon helyreállt. A koronázás a hatalom folyamatosságát, a királyi hatalom isteni eredetét jelképezte, a felkent király tehát számíthatott Isten oltalmára és a római katolikus egyház támogatására. 1654-től a serdülő király Mazarin bíboros unokahúgaival, előbb Olympia Mancinival, majd 1658-tól annak húgával, Maria Mancinival folytatott viszonyt. Utóbbi hölgyet feleségül is akarta venni, kapcsolatát Maria Mancinival csak vonakodva, a reálpolitikus Mazarin állhatatos rábeszélésére szakította meg, közvetlenül a spanyol királyi házasság megkötése előtt.
A polgárháború alatt a Spanyolország elleni háborút nem lehetett folytatni, a Frondeur-ök viszont jelentős támogatást kaptak a spanyoloktól. A Fronde leverése után viszont Lajos ismét Spanyolország ellen összpontosíthatta erőit. A Fronde több vezetője, köztük a „Nagy Condé” herceg, a harmincéves háború sikeres hadvezére nem hódolt meg, hanem a spanyol oldalra állva harcolt uralkodója ellen. A Lajoshoz hű hadvezérek, köztük Turenne marsall sikeres támadásokat vezettek a spanyol koronához tartozó Dél-Németalföld ellen. A francia királyi csapatok benyomultak a spanyol anyaországba is, és elfoglalták Katalóniát. 1657-ben Mazarin titkos szövetségi szerződést kötött az Oliver Cromwell vezette köztársasági Angliával (Commonwealth of England), 1658-ban a dűnék csatájában Turenne döntő vereséget mért a Condé herceg és Don Juan de Austria által vezetett németalföldi spanyol haderőre, békére szorítva a Spanyol Királyságot. IV. Fülöp király felajánlotta Lajosnak legidősebb leánya, Mária Terézia infánsnő kezét.
1659-ben a két uralkodó a Franciaország és Spanyolország határán fekvő Fácánok szigetén (spanyolul: Isla de los Faisanes, franciául: Île des Faisans) találkozott, és megkötötték a pireneusi békeszerződést. A Francia Királyság megkapta a Pireneusokban fekvő Roussillon vidékét, és az Artois-i grófságot (Spanyol-Németalföld részét). Az infánsnő – 500 000 aranytallér hozomány fejében – lemondott volna a spanyol trón öröklésének jogáról, de ezt az összeget Spanyolország sohasem tudta megfizetni, így Mária Terézia maradt a spanyol királyi ház legidősebb, trónöröklésre jogosult tagja. A királyi esküvőt 1660. június 9-én tartották meg az aquitaniai Saint-Jean-de-Luz városban (baszk neve Donibane Lohitzun). 1661. november 1-jén (Lajos 23 éves korában) megszületett a királyi pár elsőszülött fia, Lajos királyi herceg, Viennois hercege (1661–1711), akit a nagy trónörökösnek („le Grand Dauphin”) neveztek.
XIV. Lajos király és Mária Terézia királyné házasságából 6 gyermek született, de csak az elsőszülött fiú érte meg a felnőttkort:
- Lajos herceg, trónörökös (dauphin de Viennois) (1661–1711), de ő is meghalt még apja életében,
- Anna Erzsébet hercegnő (*/† 1662), születésekor meghalt,
- Mária Anna hercegnő (*/† 1664), születésekor meghalt,
- Mária Terézia (1667–1672), kisgyermekként meghalt,
- Fülöp Károly, Anjou hercege (1668–1671), kisgyermekként meghalt,
- Lajos Ferenc herceg, Anjou hercege (*/† 1672), születésekor meghalt.

### Az egyeduralkodó

Az ifjú XIV. Lajos (Charles Le Brun festménye, 1661)

Mazarin bíboros, aki Lajos gyermekkora óta irányította a királyság kormányzati ügyeit, 1661. március 9-én elhunyt. A kimagasló tehetségű főminiszter előrelátóan gondoskodott arról, hogy a fiatal király eddigre már szilárd és mindenre kiterjedő ismeretekkel rendelkezzen az államvezetés művészetéből. XIV. Lajos alapos kiképzést kapott az államigazgatás, jogtudomány, történelem és a hadvezetés (stratégia) területén, emellett több nyelvre és tudományokra oktatták. Mazarin halálakor a 23 éves király készen állt uralkodói hivatalának betöltésére. Az államtanács tagjainak bejelentette, hogy a továbbiakban nem fog főminisztert kinevezni, hanem egyedül folytatja a kormányzást, önmaga főminisztereként. A későbbi korok köztudatában ez az aktus egy – tévesen Lajosnak tulajdonított – idézetbe foglalva maradt fenn: „Az állam én vagyok (L’état c’est Moi”).
Ezt a kormányzati alapelvet Lajos 1670-ben utódja számára Emlékirataiban („Mémoires”) írásba is foglalta. Az udvar és a miniszterek eleinte felháborodtak Lajos lépésein, de úgy hitték, ez csak átmeneti szeszély. A király azonban hozzákezdett a kormányzat szisztematikus átszervezéséhez, elbocsátotta államminisztereinek nagy részét. Saját anyját, Anna anyakirálynét is kizárta a kormányzásból. Az államtanács ülésein végül már csak a három legfontosabb miniszter vett részt. Egyikük Nicolas Fouquet pénzügyminiszter (1615–1680) volt, aki már 1661-ben óvatlanul meghívta az ifjú Lajost a Vaux-le-Vicomte kastélyban rendezett ünnepségre. A pénzben szűkölködő ifjú király felbőszült a miniszter mértéktelen és kirívó fényűzésén, és még abban az évben (1661 szeptemberében) utasítást adott Fouquet letartóztatására. Az őrizetbe vételt Lajos bizalmasa, Charles d’Artagnan testőrkapitány végezte. A kegyvesztett pénzügyminiszter helyére Lajos a hozzá feltétlenül lojális Jean-Baptiste Colbert-t állította. Fouquet ellen vizsgálat indult, megvádolták állami pénzek hűtlen kezelésével, és királyi engedély nélkül végzett erődépítéssel. Ezt Lajos a saját személye elleni összeesküvésnek, tehát felségárulásnak minősítette. Fouquet-t élete végéig börtönben tartotta.
Az új kormányzat reformprogramot határozott el, amelynek célja a gazdaság és a tudományok fejlesztése és támogatása, a hadiflotta és a hadsereg masszív kibővítése, és a közigazgatás („bürokrácia”) mélyreható átszervezése volt. Lajos ezt írta anyjának: „Nem vagyok olyan tökfilkó, amilyennek az udvaroncok hisznek.” Igen komolyan vette a politizálást és az ebből adódó kormányzati felelősséget. Minisztereire, Colbert-re, Louvois márkira, Lionne-ra és Séguier kancellárra támaszkodva a király saját kezében összpontosította az állami hatalmi gépezetet.
A nagy főminiszter-elődök (Richelieu és Mazarin) külpolitikai sikerei, a harmincéves háborút lezáró 1648-as vesztfáliai béke, és az spanyol háborút lezáró 1659-es pireneusi béke eredményei nyomán Franciaország Európa vezető katonai hatalmává vált. Az ifjú XIV. Lajos egész Európával el kívánta ismertetni a francia nagyhatalom súlyát és elsőbbségét más országokkal szemben, akár olyan konfliktusokat is vállalva, mint az 1661. szeptember 30-án a londoni svéd nagykövet beiktatásakor lezajlott „hintó-affér” („guerre de préséance”), amelynek során a spanyol és a francia nagykövetek kísérői heves vitába, majd fegyveres összetűzésbe keveredtek egymással, hogy saját nagykövetük protokolláris helyét a másik elé helyezzék. XIV. Lajos az ügy miatt háborúval fenyegette meg Spanyolországot, és nyilvános bocsánatkérést követelt IV. Fülöp spanyol királytól, aki kénytelen volt meghátrálni, és 1662. március 24-én személyes küldöttei megalázó módon, nyilvános kihallgatáson bocsánatot kértek XIV. Lajostól, aki az európai koronás fők előtt világossá tette, hogy saját személye és királysága abszolút felsőbbségét mindenkivel el kívánja ismertetni.
1662-ben Franciaország és Hollandia védelmi szerződést kötöttek, majd XIV. Lajos megvásárolta II. Károly angol királytól (1660–1685) a flandriai Dunkerque városát. Nemcsak politikai tetteivel kívánta elkápráztatni a világot, hanem személyes hatalmát és gazdagságát is nyíltan ki akarta mutatni. Erre szolgáltak a nagyszabású, barokk pompájú, több napos udvari ünnepségek sorozata, köztük az első, az 1664-ben megrendezett Az elvarázsolt sziget örömei („Plaisirs de l’Île enchantée”). Ezeken felvonultatták a kor legmodernebb technológiáit: tűzijátékot, színpadi gépezeteket, vízzel hajtott mechanizmusokat, stb. Az európai uralkodók elámultak az ilyen események fényűzésén, és utánozni kezdték a francia udvar életstílusát. Megszületett a Napkirály imázsa, amelyet maga Lajos épített, ápolt következetesen.

### Kelet-európai és Habsburg-ellenes külpolitika
Az Oszmán Birodalommal fenntartotta a régóta fennálló jó viszonyt, elsősorban azért, hogy a törököket főbb ellenségeivel, Spanyolországgal, Ausztriával és a Német-római Birodalommal szemben használja fel. A Birodalmon belül is próbált szövetségeseket szerezni a császárral szemben álló német protestáns fejedelmek között.
1655-ben Svédország megtámadta Lengyelországot, kirobbantva a következő északi háborút. Lajos úgy vélte, hogy egy ilyen Habsburg-párti ország kiiktatásával könnyen be lehet keríteni a Habsburgokat és német szövetségeseiket. Amikor azonban a svéd csapatok, valamint brandenburgi és porosz szövetségeseik nehéz helyzetbe jutottak, akkor részben a francia diplomáciának is köszönhetően Erdély is belépett az északi háborúba. Az isztambuli francia követség megpróbált ugyan közbenjárni a Portánál is, hogy II. Rákóczi György hadjáratát semmi se zavarja meg, de IV. Mehmet szultán nyomban felismerte, hogy Rákóczi célja a törökökkel szemben megszerezni Lengyelország erőforrásait is, ezért a szultán hátba támadta az erdélyieket.
Miután az északi háború 1660-ban véget ért, következő lépésként XIV. Lajos ismét a Habsburgok gyengítésére tört, de ezúttal más módon: a Rákóczi hadjárata miatt kitört erdélyi–török háborúba nagy nehézségek árán sikerült belevonni a Habsburg császárt is. XIV. Lajos diplomatái minden követ megmozgattak azért, hogy az oszmánok teljes haderejükkel Bécsre rontsanak. A helyzet átmeneti időre megváltozott, mert Lajos jobbnak látta a magyarokat szembeállítani a Habsburgokkal úgy, hogy a török ellen adott nekik támogatást. Így hát amikor 1663-ban kitört a Habsburg–török háború, a bécsi kormányzat belátta, hogy egymaga nem boldogulhat a törökökkel, és kénytelen volt segítséget kérni Franciaország királyától, és a vele szimpatizáló Rajnai Szövetségtől. 1664 elején XIV. Lajos 6000 főnyi hadsereget küldött a magyarországi török frontra, ennek hathatós segítségével a császáriak a szentgotthárdi csatában nagy győzelmet arattak az oszmán haderőn.
XIV. Lajos francia haderejének első megjelenése és átütő hadszíntéri sikere féltékenységgel és aggodalommal töltötte el az osztrák Habsburgokat, akik inkább megkötötték a vasvári békét, megalázó feltételek elfogadásával, semmint hogy régi gyűlölt ellenfeleikkel egy zászló alatt küzdjenek a törökök ellen. Ez újabb lehetőséget nyitott Lajos számára, mert Zrínyi Péter gróf elkeseredésében Habsburg-ellenes politikába fogott, és a franciáknál keresett segítséget célja eléréséhez, azaz a német és török hódítók elűzéséhez. Lajos azonban Zrínyiéknek sem adta meg a szükséges mértékű támogatást, mert a magyar belső ellenzéket csupán alkalmas fenyegető eszköznek tekintette a Habsburgok hátában. A Habsburg-ellenes magyar szervezkedés ügyét tovább nehezítette, hogy 1668-ban a franciák és a németek az aacheni békeszerződésben kiegyeztek egymással, lezárták a dél-németalföldi területek birtoklása kapcsán kirobbant devolúciós háborút, ezután Lajos elhatárolódott a magyar szervezkedés további támogatásától. Emiatt Zrínyi és Wesselényi Ferenc szervezkedése kudarcra volt ítélve, és el is bukott.

### A devolúciós háború (1667–1668)

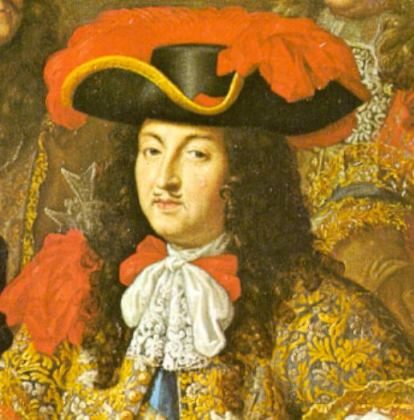
XIV. Lajos 1667 körül

1665-ben meghalt IV. Fülöp spanyol király, XIV. Lajos nagybátyja és apósa. Lajos – felesége jogán – azonnal kinyilvánította Franciaország jogigényét az örökségre. A Brabanti Hercegség devolúciós jogára hivatkozva – mely szerint az első házasságból származó leánygyermek elsőbbségi jogot élvez – Lajos jogot formált a Spanyol-Németalföldre. II. Károly személyében egy fogyatékos gyermek került a spanyol trónra. Nevében anyja, az osztrák Habsburg-házból származó Mária Anna királyné (1634–1696) régensként kormányzott. Az anyakirályné visszautasította a francia követelést, erre Lajos hadat üzent. Kitört a „devolúciós háború” (1667–1668).
XIV. Lajos érdekében állt, hogy megreformált új haderejét a harctéren is próbára tegye. Olyan állandó hadsereget állított fel, ami abban a korban újdonságnak számított: a hivatásos katonák állandó készenlétben álltak, kemény kiképzést kaptak, tisztjeik rendszeresen gyakorlatoztatták őket, rendszeres fizetést és ellátást kaptak. Egy ilyen, 70 000 emberből álló hadsereg vonult be a Németalföldre, ennek nyomán Franciaország annektálta a Franche-Comtét. Spanyolország nem tudott ellenállásra képes erőt mozgósítani, kész tények elé került. XIV. Lajos vitathatatlan és teljesnek tűnő győzelmet aratott.
Hollandia azonban, bár Franciaország szövetségese volt, az erős francia haderő jelenlétét fenyegetőnek érezte. A Holland Tartományok Gyűlése (Staten-Generaal van het Koninkrijk der Nederlanden) 1668-ban Angliával és Svédországgal hármas szövetséget kötött XIV. Lajos ellen, hogy ezzel meggyorsítsák az Aachenben folyó béketárgyalásokat. Lajos engedni kényszerült eredeti követeléseiből. Az első aacheni békeszerződésben Franciaország nagy területeket szerzett a Spanyol-Németalföld nyugati részén, a Franche-Comtéról azonban le kellett mondania. Lajos nem bocsátotta meg szövetségesének, hogy hátba támadta őt annak ellenére, hogy addig a francia király mindig segítette Hollandiát, sőt 1666-ban az ő oldalukon avatkozott be a második angol-holland tengeri háborúba. Lajos nyíltan hálátlansággal és árulással vádolta a holland tartományok szövetségét, de ez nem akadályozta meg őt abban, hogy hazatérve még abban az évben nagy győzelmi ünnepségsorozatot („Grand Divertissement Royal”) rendezzen Versailles-ban.

### Háború Hollandia ellen (1672–1678)
XIV. Lajost két cél vezette: Meg akarta a büntetni Hollandiát „árulásáért”, és további spanyol területeket akart megszerezni. Első lépésként szétzilálta a Hármas Szövetséget. 1670-ben unokafivérével, II. Károly angol királlyal megkötötte a titkos doveri szerződést, amely Hollandia ellen irányult. Svédországot jelentős pénzösszegekkel vette rá, hogy Franciaország oldalára álljon. Ezután Franciaország elfoglalta és bekebelezte a Lotaringiai Hercegséget, és egy sor szövetségi (vagy semlegességi) szerződést kötött a szomszédos fejedelemségekkel, ezzel Hollandiát katonailag és politikailag teljesen elszigetelte.

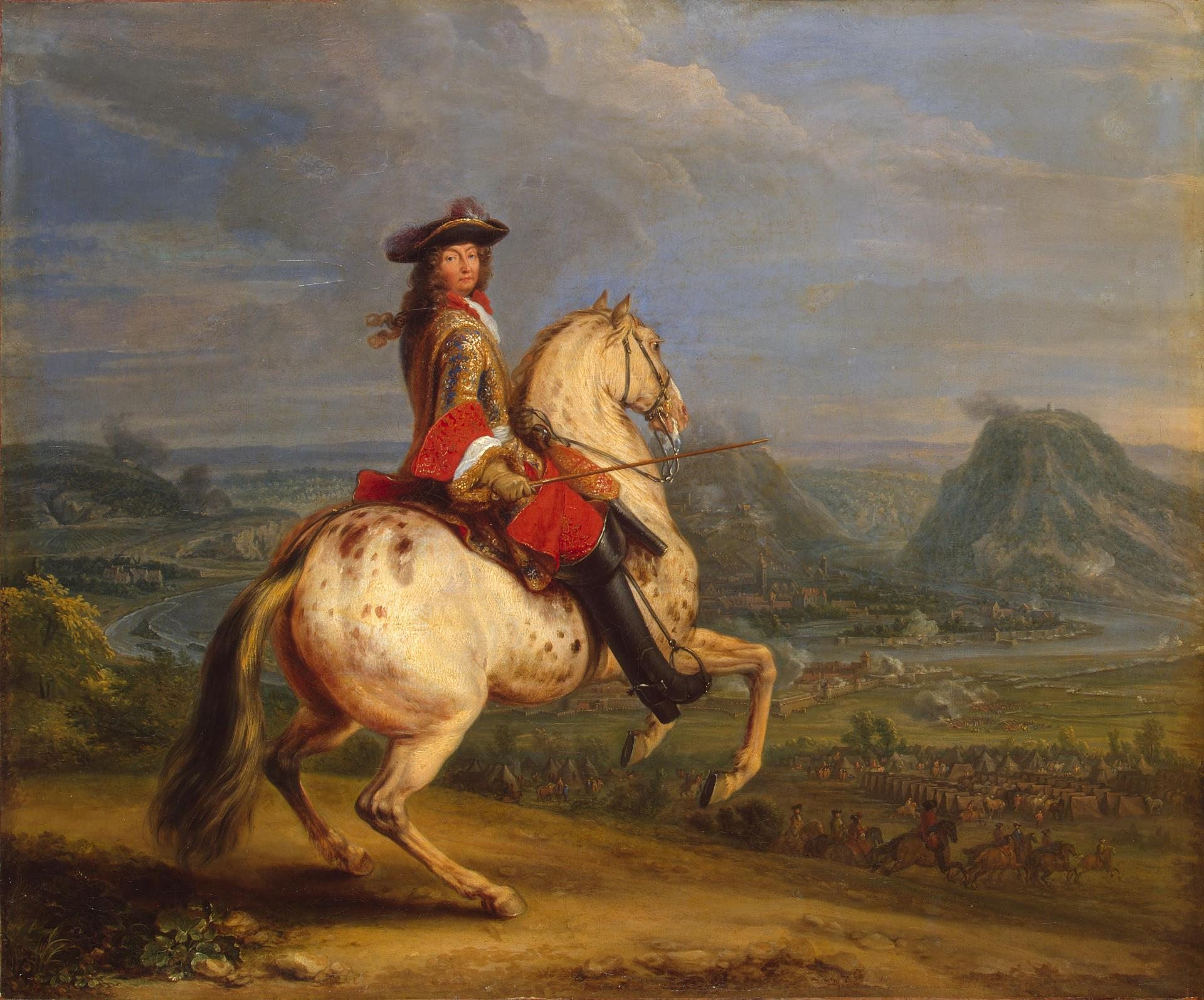
XIV. Lajos Besançon város ostrománál, 1674

1672-ben Franciaország és Anglia hadat üzentek Hollandiának. Kitört a francia–holland háború, amely 1678-ig tartott. Lajos 120 000 katonával átlépte az Egyesült Németalföldi Tartományok területének határait. Nem szándékozott bekebelezni Hollandiát, de példát kívánt statuálni, és kereskedelmi engedményeket akart kicsikarni. A valódi cél a Spanyolország elleni katonai fellépés volt. A francia csapatok elfoglalták a Németalföld nagy részét, a hollandok – akiknek Anglia is hadat üzent – elveszítették a harcot, és csak a gátak megnyitása és hazájuk nagy területeinek elárasztása révén tudtak megmenekülni a teljes katonai vereségtől. A katasztrofális helyzetben Orániai Vilmos herceg (1650–1702) megbuktatta és meggyilkoltatta Johan de Witt (1625–1672) főminisztert, és helytartóként átvette a hatalmat a Tartományokban. Vilmos azonnal katonai szövetséget kötött Spanyolországgal és a I. Lipót német-római császárral. Ezzel XIV. Lajos kezére játszott, aki így elérte második politikai célját: Spanyolország és a Német-római Császárság üzentek hadat Franciaországnak. Lajos kivonta csapatait Hollandiából, és a spanyolok és a császáriak ellen vonult. 1674-ben ismét bekebelezte a Franche-Comtét. Anglia, aki elérte saját céljait, ekkor kivált a háborúból.
A győzelem emlékezetessé tételére Lajos megrendezte harmadik híres kerti ünnepségét, a Versailles-i Ünnepélyt (Fête de Versailles). Bár a harcok még 1678-ig elhúzódtak, mindenütt francia győzelmek születtek. A háború alatt Lajos 280 000 katonát tartott fegyverben. A francia haderő hatalmas túlerőben volt a szövetségesekkel szemben. 1678–79-ben megkötötték a nijmegeni békeszerződést, eszerint Franciaország megtarthatott minden, Spanyolországtól és a Német-római Birodalomtól elhódított területet. XIV. Lajos király tekintélye és hatalma Európában jelentősen megnőtt, a király mégis elégedetlen volt a területi nyereségekkel, ezért 1679-ben elbocsátotta külügyminiszterét, Pomponne márkit, helyére Colbert miniszter tehetséges fivérét, Croissy márkit nevezte ki. A királyság határainak védelmére XIV. Lajos hatalmas erődrendszer kiépítésébe kezdett. Tábornagya, Vauban márki (1633–1707) 160 új erődítményt létesített vagy épített át Franciaország határai mentén.

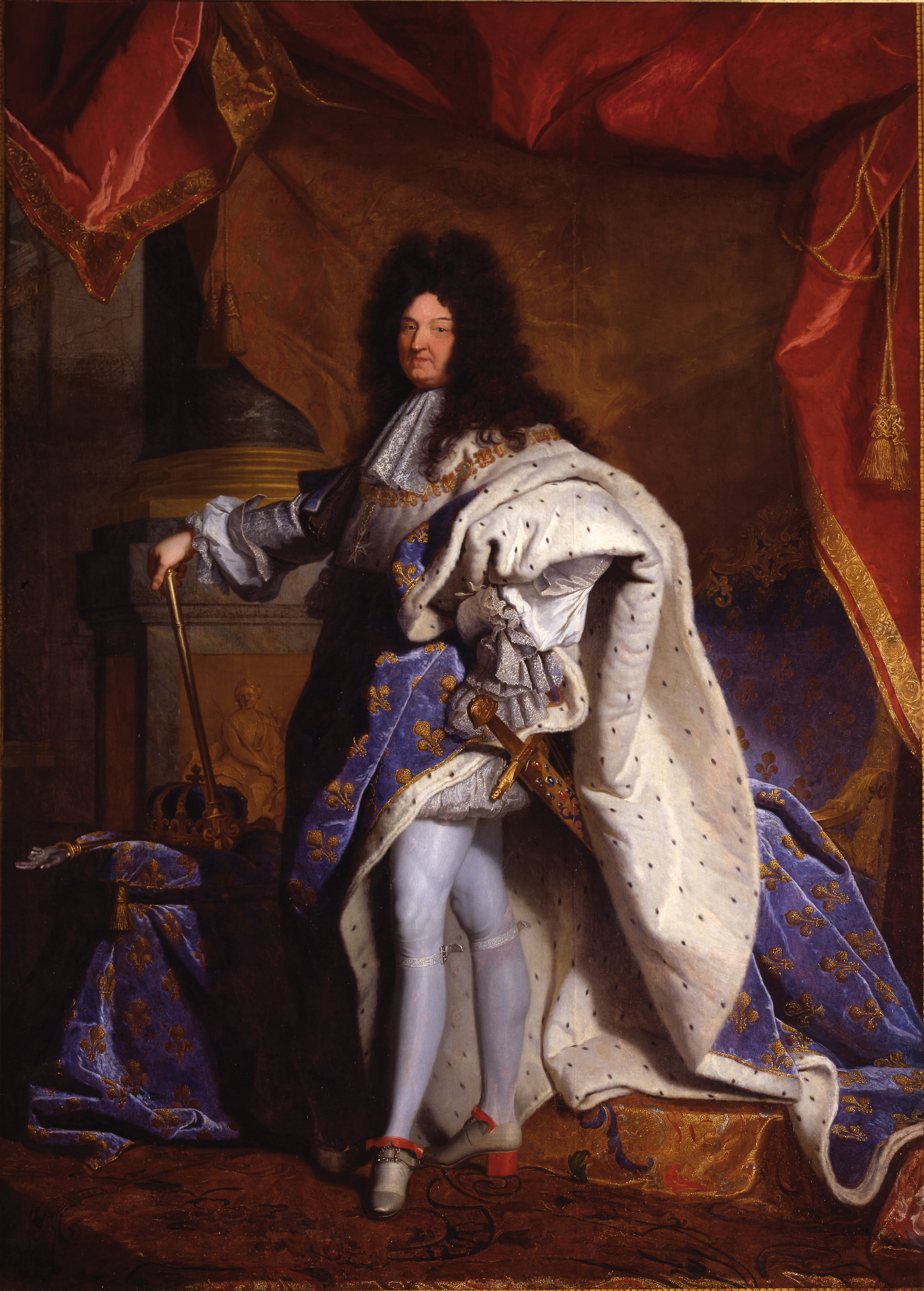
XIV. Lajos királyi díszben 1701-ben

### Hatalma csúcspontján
A nijmegeni békeszerződést követően XIV. Lajos nyomasztó politikai súlya és katonai túlereje egész Európában szembetűnővé vált. Franciaország diplomatái uralták a politikai miliőt. Franciaország, bár 1660-ban még alig 2-3 hadihajóval rendelkezett, 1680-ra már jelentős tengeri hatalommá vált. A jól kiképzett és a legkorszerűbb haditechnikával felszerelt francia haderő minden más ország hadseregét felülmúlta, a francia gazdaság virágzott, és egész Európa a francia kultúrát igyekezett utánozni. A sikerek elismeréseképpen Párizs városa 1680-ban Lajost a „Nagy” címmel ruházta föl (latinul Ludovicus Magnus, franciául Louis Le Grand).
A király a sikeres háború után sem oszlatta fel hadseregét, hanem teljes létszámban fegyverben tartotta, és hatékony eszközként használta „országegyesítő” politikájának (Réunions) keresztülerőszakolására. Hódításait növelve 1681-ben elfoglalta és bekebelezte Elzászt, ezzel elejét vette, hogy a németek Strassburgon keresztül megtámadhassák. 1683-ban elfoglalta a Spanyol-Németalföld keleti területeit és a Luxemburgi Nagyhercegséget. 1684-ben elfoglalta a Pfalzi Választófejedelemséget (Kurpfalz), aminek helyén megalapította a francia Saar-vidék tartományt. Emellett elfoglalta a Schelde folyó alsó szakaszát, ezzel Flandria nagy területei jutottak francia kézre. A békeidőben elkövetett nyílt agressziók ellen Spanyolország hevesen tiltakozott, és 1683-ban hadat üzent Franciaországnak. Kitört az ún. egyesítési háború (1683–1684), de Spanyolország egyetlen államtól sem várhatott segítséget, mert I. Lipót császár hadait lekötötte Bécs török ostroma. Spanyolországnak ezért szinte azonnal békét kellett kérnie. Az 1684-es regensburgi tárgyalásokon XIV. Lajos húsz évnyi fegyvernyugvásban egyezett meg Spanyolországgal és a német-római császárral. Ez eddigi hódításainak előzetes elismertetését jelentette, és semmilyen ellenséges veszéllyel nem kellett számolnia.
1661 után Lajos folyamatosan vívta a háborúkat Ausztria, Hollandia és a német fejedelemségek ellen (devolúciós háború, francia–holland háború, az augsburgi liga háborúja), ezalatt megszerezte Észak-Artois-t, Elzászt, Nyugat-Lotaringiát és a Franche-Comtét. Megszállta Flandriát, Brabantot, Luxemburgot, Zeelandot, Közép-és Kelet-Lotaringiát is, bár ezeknek egy részét később, az 1697-es rijswijki békeszerződésben elvesztette.

### Tengerentúli terjeszkedés
Az európai terjeszkedés mellett Lajosnak a francia gyarmatbirodalom gyarapítására is volt gondja. Az első francia gyarmatot, Nouvelle-France-t (Új-Franciaországot) még a 17. század elején alapították Kanadában. Emellé Lajos további területeket szerzett. Megalapította az első gyarmatokat Francia-Indiában (1673-ban Csandannagart (Chandernagor), 1674-ben Pondichéryt. A Nyugat-Indiákon megszerezte Martinique szigetét. 1682-ben La Salle új francia gyarmatot alapított a Mississippi alsó folyásánál, amelyet uralkodója tiszteletére Louisianának nevezett el. Emellett Franciaország 1660-ban megszerezte Haitit, 1664-ben Francia Guyanát, továbbá Szenegált a nyugat-afrikai partvidék egy részével és Madagaszkár szigetét is.

### Az egyház alávetése

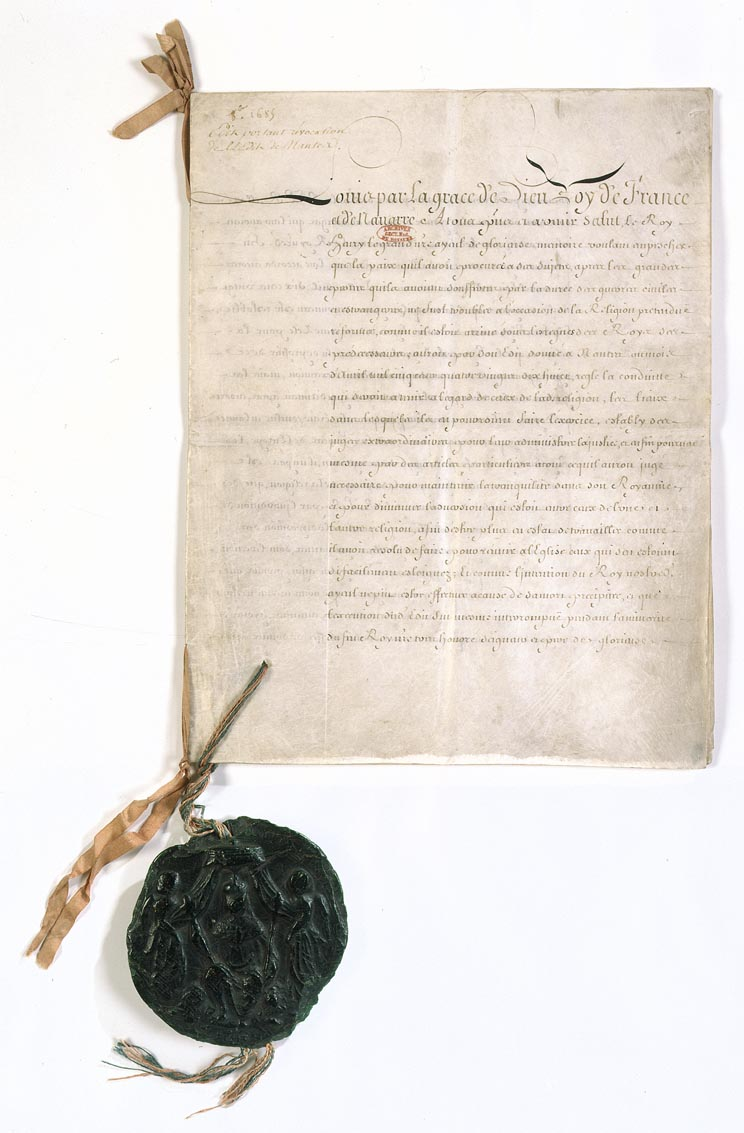
Az 1685-ös fontainebleau-i ediktum (IV. Henrik nantes-i ediktumának visszavonása)

Saját országában XIV. Lajos kiterjesztette saját hatalmát a francia államegyházra is. 1681 novemberében összehívta a klérus tagjait, és 1682-ben elfogadtatta velük a „gallikán cikkelyeket”, amely szerint a pápa – a lelki ügyeket kivéve – mindenben alá van vetve az egyetemes zsinatnak. A pápa egyházfői hatalmát gyakorlatilag semmissé tették. A francia egyház már eddig is az uralkodók erős befolyása alatt állt, mostantól azonban már pápai legátus sem érkezhetett Franciaországba a király beleegyezése nélkül. Püspökök csak királyi engedéllyel hagyhatták el az országot. Állami hivatalnokot nem vethettek egyházi átok alá olyan tettért, amely hivatali teendőivel függött össze. Minden egyházi kiváltság az uralkodóra szállt, minden beavatkozási lehetőségét királyi jóváhagyáshoz kötöttek. XI. Ince pápa elutasította a cikkelyeket, megtagadta a királyt támogató püspökök kinevezését, és néhány év múlva Lajosnak végül kompromisszumot kellett kötnie a Szentszékkel.
Lajos úgy ítélte, hogy egységes nemzethez egységes vallás szükséges. E tekintetben elődjének, XIII. Lajosnak politikáját folytatta, amely Richelieu bíboros főminiszter útmutatásán alapult, aki a vallásháborúk kiújulásától tartott. Ő maga – neveltetése révén – mélyen meg volt győződve, hogy a protestáns lelkeknek a pokol kínjai jutnak osztályrészül, ezért uralkodói kötelességének érezte, hogy megmentse hugenotta alattvalóinak lelki üdvét. Az 1685-ös fontainebleau-i ediktumban nyomás alá helyezte a protestáns lakosokat, ezzel visszavonta a IV. Henrik király által 1598-ban kiadott, toleráns szellemű nantes-i ediktumot, amely engedélyezte a protestánsok szabad vallásgyakorlását. Véget ért a csaknem kilenc évtizednyi időszak, amikor a királyi hatalom kemény kézzel tartotta vissza a vallási türelmetlenséget. Erőszakhullám robbant ki a hugenottákkal szemben. Templomaikat felgyújtották, iskoláikat bezárták. Lajos intézkedései következtében 1685–1730 között a 730 000 francia hugenottából mintegy 200 000-en menekültek külföldre, mindenekelőtt Németalföldre, Poroszországba, Angliába és Észak-Amerikába, legtöbbjük tanult kézműves, iparos ember, akiknek szaktudása a francia ipari termelékenység fejlődésének záloga volt. (Újabb kutatások szerint a menekülők távozása nem okozott kimutatható kárt a francia gazdaságban.) A protestáns francia bevándorlók munkája révén Németalföld addig is irigyelt gazdagsága tovább növekedett. A fontainebleau-i ediktum foltot ejtett Franciaország tekintélyén, főleg Európa protestáns államaiban.
1685-től Közép-Franciaországban a hugenották 20 000 fős kemény magja, a kamizárdok (camisards) dacoltak a királyi akarattal, nem tértek át, felkeléseket robbantottak ki, a katolikus lakosság ellen véres atrocitásokat követtek el. A királyi csapatok hasonlóan véres megtorlással válaszoltak. A vereségek nyomán a radikális kamizárd vezetők elvesztették támogatásukat. A protestáns lakosság nagy többsége fokozatosan engedett az erőszaknak. A katolikus hitre visszatérőket a kormány gazdaságilag is támogatta, ezek adókönnyítések mellett olyan különleges jogokat is kaptak, mint például életre szóló mentességet a kötelező milíciai szolgálat alól. 1704-re az új királyi főparancsnok, Villars marsall katonai erővel és ügyes tárgyalásokkal elszigetelte a vezetőket és teljesen felszámolta a mozgalmat.

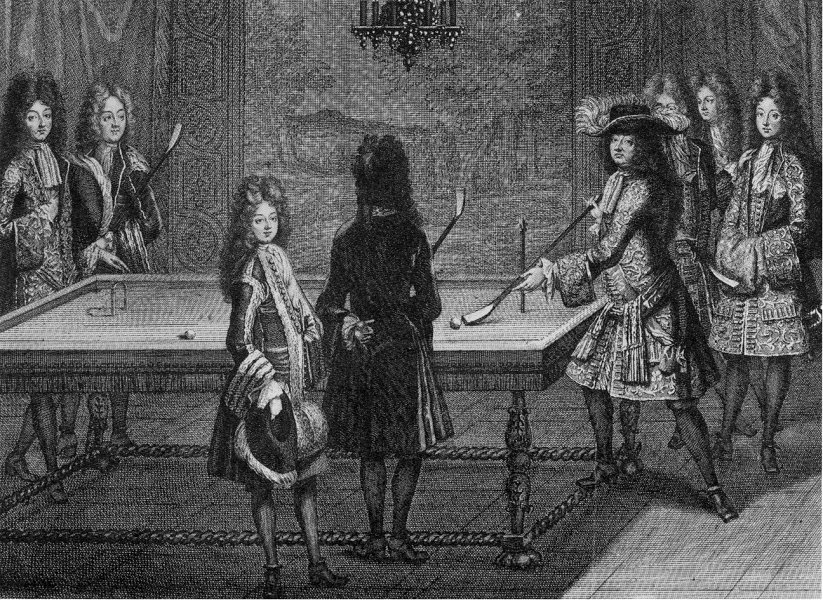
XIV. Lajos a kedvenc játékát, a biliárdot űzi Versailles-ban

### Az augsburgi liga és a pfalzi örökösödési háború (1688–1697)
1686-ban az augsburgi ligába tömörültek a Franciaország hódító politikáját ellenző katolikus és protestáns államok vezetői: I. Lipót német-római császár, II. Miksa Emánuel bajor választófejedelem, I. Frigyes Vilmos brandenburg választófejedelem, a Egyesült Holland Tartományok, II. Károly spanyol király és XI. Károly svéd király. 1688-ban Lajos csapatokat küldött a Pfalzi Választófejedelemségbe, hogy demonstrálja igényét e területre, és megelőzze a Liga támadását. Az akció a Pfalz felprédálásához vezetett. A Liga elszánta magát, és hadat üzent Franciaországnak. Ehhez 1688 után Anglia is csatlakozott, miután egy gyors palotaforradalomban megbuktatták a katolikus II. Jakab királyt, és helyére leányát, a protestáns II. Mária királynőt helyezték, akinek férje, Orániai Vilmos a németalföldi háborúk óta ellenséges érzülettel viseltetett XIV. Lajos iránt. Kitört a pfalzi örökösödési háború (1688–1697).
Franciaországot eleinte készületlenül érte a Liga hadüzenete, hadereje mégis sikert ért el. Francia csapatok elfoglalták a Spanyol-Németalföldet, benyomultak a Német-római Birodalomba, több erődítményt elfoglaltak. A szövetségesek csapatait rosszabbul képezték ki és számban is alulmaradtak. A császári csapatok jelentős egységei Magyarországon, a nagy török háborúban (1683–1699) voltak lekötve. Szárazföldön a szövetségesek nem tudtak győzni. A császáriak nem tudták kiszorítani a francia csapatokat a Birodalomból. Lajos több jelentős győzelmet aratott, így 1693. július 29-én a neerwindeni csatában is. Ugyanakkor a francia hadiflotta 1692-ben Barfleurnél és La Hogue-nál vereséget szenvedett az angol flottától. Egyik fél sem tudott döntő győzelmet kicsikarni. A kimerült ellenfelek Hága közelében tárgyalásokba kezdtek, és 1697-ben megkötötték a rijswijki békeszerződést. XIV. Lajos stabil és tartós béke érdekében engedményekre is hajlott. Visszaadta Luxemburgot és a Kurpfalzot, cserében végleg megtarthatta korábbi hódításait (az „egyesítéket”). Ezen túlmenően Lajos elismerte Orániai Vilmos herceget Anglia királyának. A háborúban kimerült Franciaországot sikeresen lélegzetvételnyi szünethez juttatta.

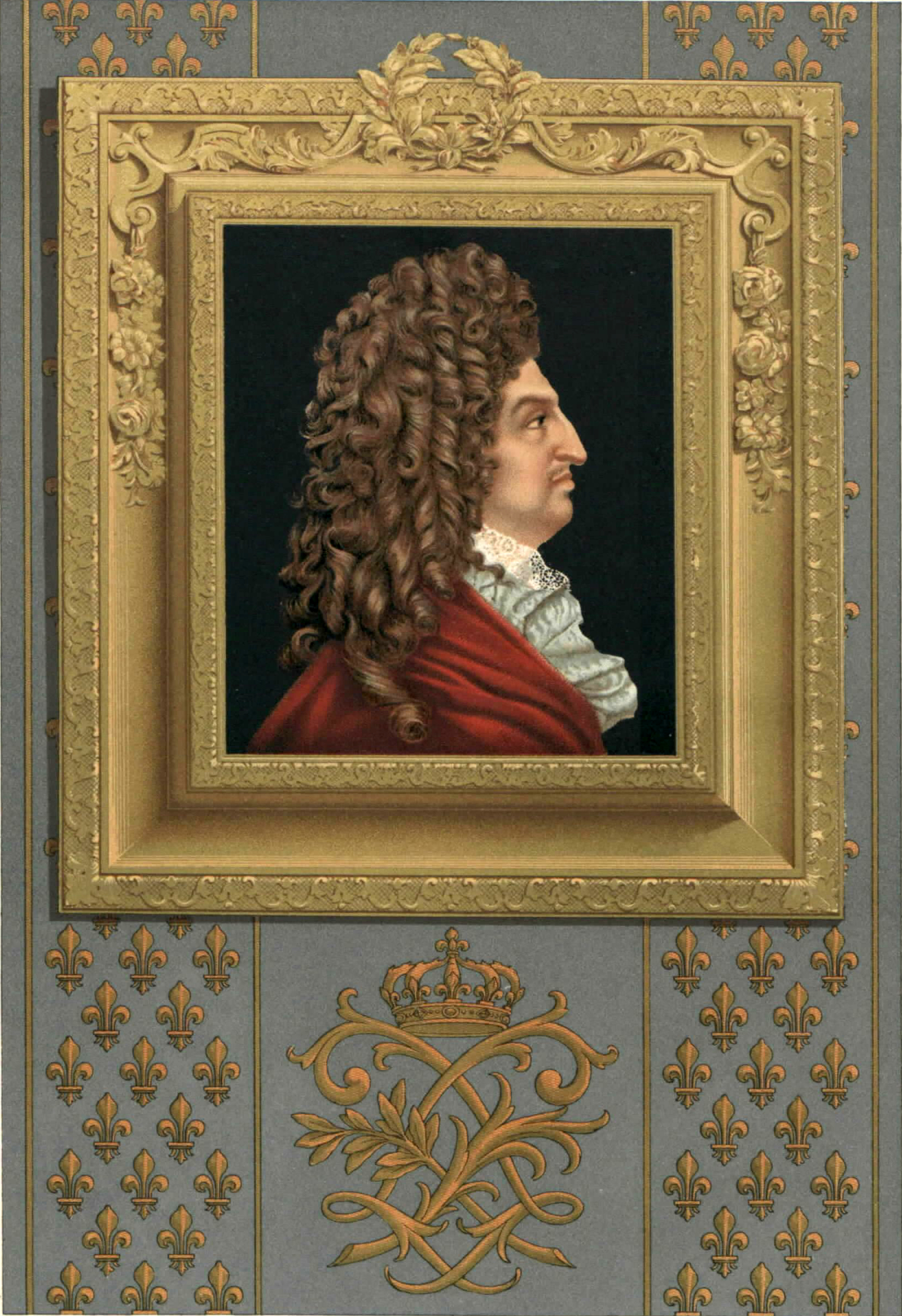
XIV. Lajos portréja a versailles-i kastélyban (Antoine Benoist műve, 1705)

### A spanyol örökösödési háború (1701–1714)
A spanyol trón öröklésének kérdése már 1697-től foglalkoztatta az európai nagyhatalmakat. II. Károly király nem tudott saját utódot nemzeni, trónjának sorsa bizonytalanná vált. Mind a francia Bourbonok, mind az osztrák Habsburgok hasonló jogalappal kívánták érvényesíteni saját jogaikat, hiszen XIV. Lajos francia király is, és I. Lipót német-római császár is IV. Fülöp spanyol király egy-egy leányát vette feleségül.
Lajos felesége, Mária Terézia infánsnő volt az idősebbik leány, aki férjhezmenetelekor sem mondott le spanyol trónöröklési jogáról. Lipót császár felesége Mária Terézia húga, Margit Terézia infánsnő volt, követelése szerint a spanyol koronának a Habsburg-család birtokában kell maradnia. Spanyolország teljes egyesítése a francia király, vagy a Habsburg császár birodalmával olyan hatalmi koncentráció lehetőségét hordozta, amelyet Európa többi hatalmai semmiképpen sem tűrhettek el.
Ebben a helyzetben XIV. Lajos először III. Vilmos angol királlyal egyezett meg. Az („első felosztási szerződés”) szerint József Ferdinánd bajor herceg (1692–1699) kapta volna a spanyol koronát, Spanyolország többi európai birtokát XIV. Lajos és I. Lipót egymás között osztották volna fel. E rendezést Lipót császár is elfogadta, II. Károly spanyol király azonban elutasította birtokainak szétosztását, ehelyett József Ferdinándot általános örökösének tette meg, remélve, hogy Lajos és Lipót is lemondanak a szerződésben foglalt jogaikról.
A 7 éves József Ferdinánd herceg azonban 1699-ben meghalt, a terv füstbe ment. II. Károly mindenáron meg akarta őrizni birodalmának egységét, ezért először Károly osztrák főherceget, I. Lipót császár ifjabbik fiát (a későbbi VI. Károly császárt) jelölte ki örököséül. Károly herceg igényét azonban Franciaország és Anglia a „második felosztási szerződésben” korlátozták, amely szerint Károly herceg csak Spanyolországot örökli, az itáliai spanyol birtokok azonban Franciaországhoz kerülnek. I. Lipót császár elutasította a szerződést, és a teljes spanyol örökséget követelte saját fia, Károly herceg számára. Emiatt szembekerült Franciaországgal, Hollandiával és Angliával
1700-ban, röviddel halála előtt azonban II. Károly megváltoztatta végrendeletét, és XIV. Lajos egyik unokáját, a trónörökös (dauphin) második fiát, Fülöp anjou-i herceget (1683–1746) jelölte ki általános örökösének, az ő akadályoztatása esetén öccse, Károly, Berry hercege következett, az osztrák Károly főherceg csak őt követhette volna. Az angol király ezért a Bourbonokat ismerte el legitim trónigénylőknek, Mária Terézia francia királyné jogára alapozva.
II. Károly király 1700. november 1-jén elhunyt, XIV. Lajosnak döntenie kellett: unokája nevében elfogadja-e a végrendeletet, vagy tartja magát az Angliával kötött felosztási szerződéshez, amelyet Lipót császár elutasított. Minisztereivel való hosszas mérlegelés után elfogadta a spanyol örökséget, mert a háborút amúgyis elkerülhetetlennek vélte. Biztosra vehető, hogy a végrendelet elutasítása sem akadályozta volna meg a háborút, mert I. Lipót hadüzenetet tervezett arra az esetre, ha XIV. Lajos ragaszkodik a felosztási szerződés végrehajtásához.
XIV. Lajos király V. Fülöp néven Spanyolország királyává nyilvánította saját unokáját, Fülöp anjou-i herceget, és azonnal utasítást adott a Spanyol Királyság európai külső birtokainak elfoglalására, hogy megelőzze Lipót császár hasonló lépését. Kitört a spanyol örökösödési háború (1701–1714), amelyben Franciaország, Spanyolország és Bajorország szövetsége (Savoya és Portugália támogatásával) állt szemben a Habsburg Birodalom, Anglia, Hollandia és Poroszország által létrehozott Hágai Koalícióval (más néven Nagy Szövetséggel).
Lajos a háborúval V. Fülöp spanyol királyságát akarta elismertetni, és további hódításokat is tervezett a Német-római Birodalom rovására. A háború váltakozó sikerrel folyt. Kezdetben a francia haderő kerekedett felül, a császárság szövetségesei azonban minden rendelkezésre erőt mozgósítottak Lajos ellen, a megnövelt hadsereg korszerűbben volt felszerelve. Lajosnak 680 000 katonát kellett fegyverben tartania, hogy a Német-római Birodalom haderejét le tudja kötni. 1705-ben I. Lipót császár elhunyt, helyére – XIV. Lajos erőfeszítései ellenére – fiát, I. Józsefet választották császárrá, aki lankadatlanul folytatta a háborút. A Francia Királyság pénztartalékai kimerültek. 1708-ra olyan rossz hadi helyzet állt elő, hogy Lajos békét kért. A szövetségesek teljesíthetetlen feltételei miatt a tárgyalások megszakadtak, a háború tovább folyt, Franciaország helyzete javult, de döntést egyik fél sem tudott kicsikarni. A résztvevők kimerültek, a császárságot és szövetségeseit is pénzügyi és gazdasági összeomlás fenyegette. Mindkét szövetség belátta, hogy a háború eredeti célját nem érheti el.
1711-ben I. József császár is elhunyt, helyette öccse, a spanyol trónra szánt Károly főherceg lett a császár, VI. Károly néven. Az európai erők egyensúlyára mindig féltékenyen őrködő Anglia nagyobb kockázatnak ítélte, ha Károly saját koronája alatt egyesíti a Német-római Birodalmat és Spanyolországot, ezért tárgyalásokat kezdett Franciaországgal és V. Fülöp spanyol királlyal. 1713-ban aláírták az utrechti különbékét. Anglia kiválásával meggyengült a Nagy Szövetség. 1713 novemberében francia csapatok elfoglalták Freiburg városát. VI. Károly császár tárgyalni kényszerült, 1714 márciusában aláírta a rastatti békét, amelyet szeptemberben a badeni békeszerződés keretében a Német-római Birodalom képviselői is elfogadtak. A francia kincstár kiürült, a nép lázongott.
V. Fülöp megtarthatta a Spanyol Királyságot és annak gyarmatait is. Spanyol-Németalföld maradékát (a mai Belgium területét) és az itáliai spanyol birtokokat a császár kapta meg. XIV. Lajos elérte legfontosabb politikai célját, a Bourbonok számára biztosította a spanyol trónt, és megszüntette a Franciaországot évszázadok óta két oldalról harapófogóban tartó Habsburg fenyegetést, bár az utrechti békeszerződés kikötötte, hogy a két Bourbon királyság sohasem egyesülhet. Lajosnak le kellett mondania minden addigi területi hódításáról. Végérvényesen sikerült azonban szétpattintania a Franciaországot addig körülvevő Habsburg-területek gyűrűjét.
Élete utolsó éveiben XIV. Lajos főleg a súlyosan megtépázott államháztartás javításán dolgozott, pénzügyi megszorítások és reformok, valamint a gazdaság fejlesztése útján. Mivel dédunokája, a későbbi XV. Lajos még kisgyermek volt, végrendeletében XIV. Lajos a kormányzati teendőket unokaöccsére, (II.) Fülöp orléans-i hercegre ruházta, aki (Lajos halála után) régenssé lépett volna elő.
A francia katonai vereség egyik mellékhatásaként a Habsburg Birodalom hátában, Magyarországon 1711-ben elbukott a XIV. Lajos pénzügyi támogatásával folyó Rákóczi-szabadságharc. Vezetője, az utolsó Rákóczi fejedelem (1676–1735) Törökország érintésével Franciaországba menekült, és átmenetileg ott kapott menedékjogot.

### Szeretői, második házassága

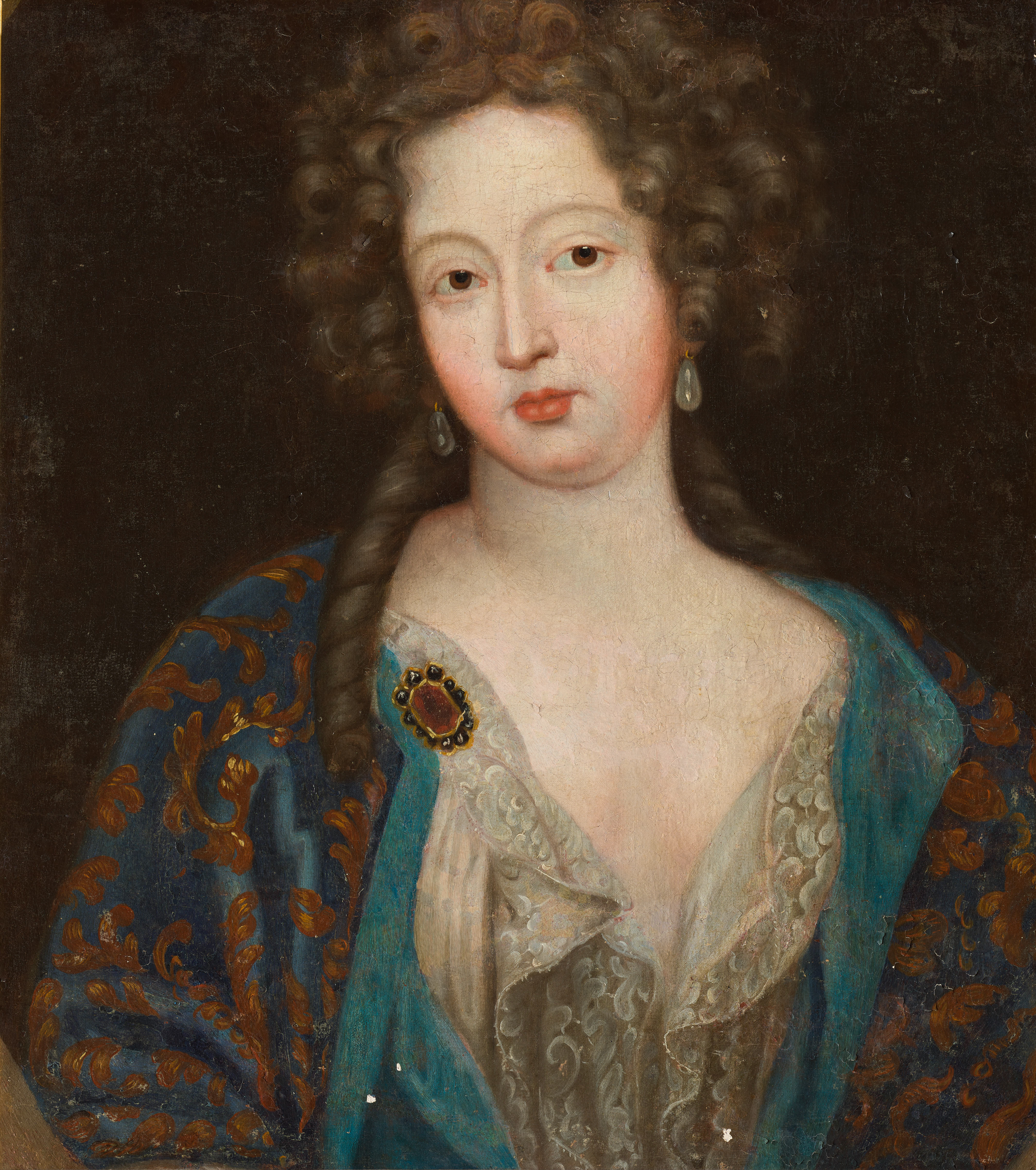
Marie Angélique de Fontanges hercegnő (1675 körül)

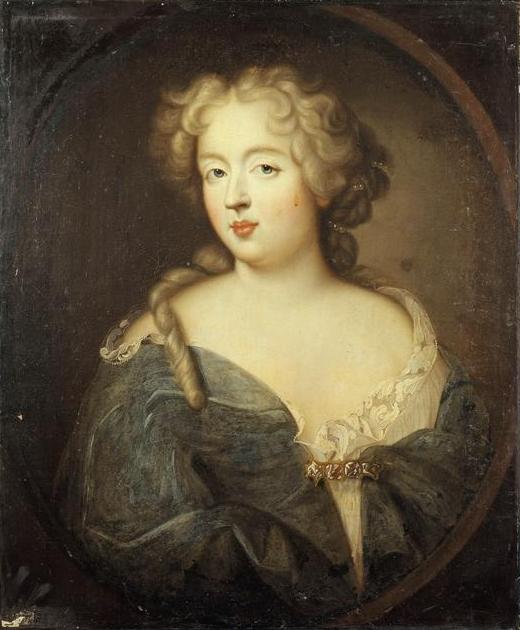
Montespan márkiné, szül. Françoise Athénaïs de Rochechouart de Mortemart (1675 körül)

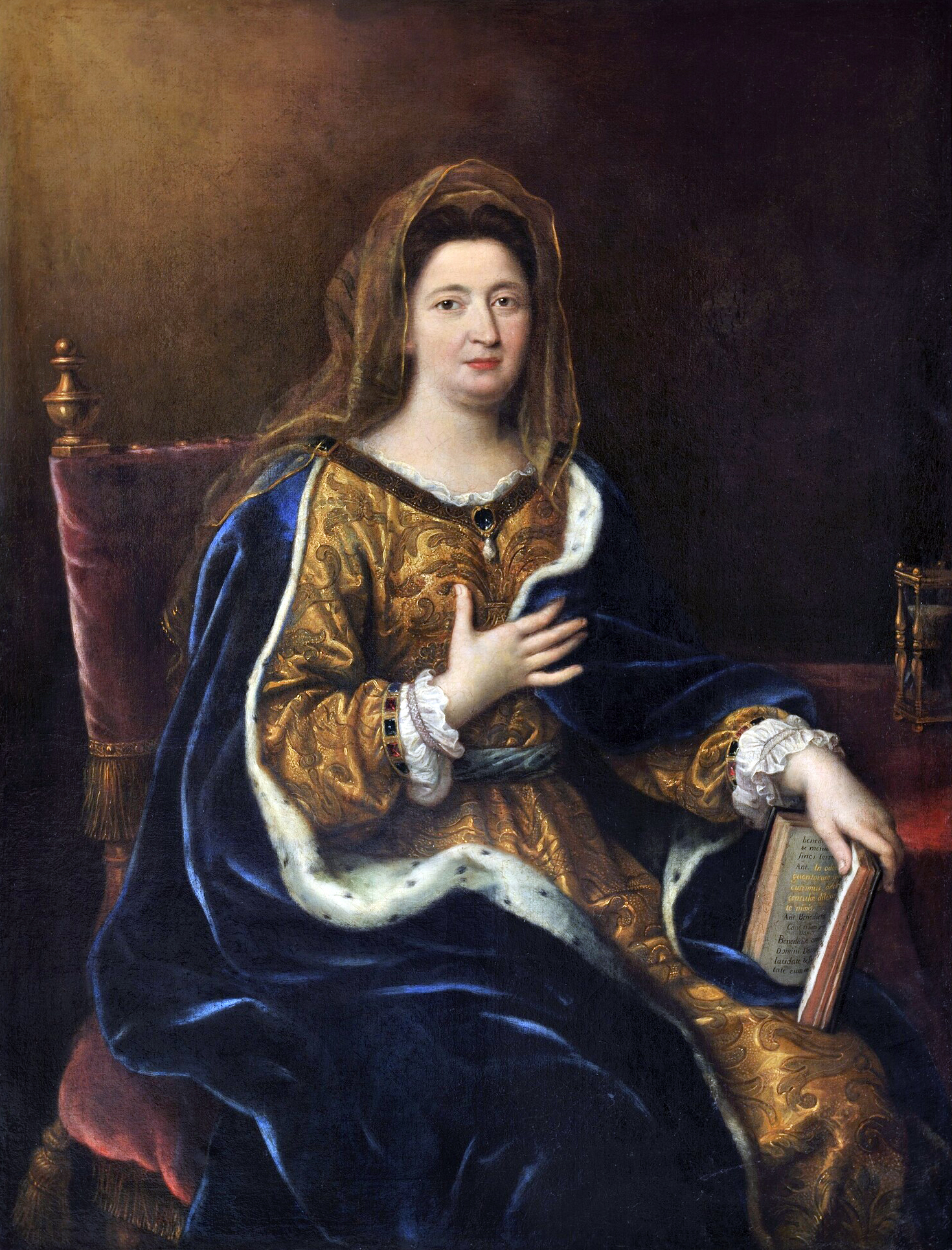
Maintenon márkinő, szül. Françoise d’Aubigné, Lajos második, titkos felesége (Pierre Mignard műve, 1694)

XIV. Lajos hírhedt volt nyílt szerelmi kalandjairól. A névtelen hősnőkön kívül több hivatalos kegyencnője is volt, akik közül némelyek komolyan befolyásolták döntéseit. A tőlük született gyermekek egy részét Lajos később törvényesítette, és hercegi családok tagjaival házasította össze őket. Szeretői közül az utolsót, Maintenon márkinőt (feleségének 1683-as elhunyta után) titokban feleségül is vette.
- Anne de Rohan-Chabot, Soubise hercegné (1641–1709),
- Gramont-i Sarolta Katalin monacói hercegné (1639–1678),
- Marie Angélique de Fontanges, sz. Marie Angélique de Scoraille de Roussille, Fontanges hercegné (1661–1681). 1679-ben egy gyermeket szült, a királynak, aki már születésekor meghalt. Fontanges hercegnő a mérgezési ügy kipattanása idején meghalt, valószínűleg megmérgezték, a gyanú Montespan márkinéra vetült.
- Louise de la Vallière, sz. Louise Françoise de La Baume Le Blanc, La Vallière és Vaujours hercegnéje (1644–1710), aki 5 gyermeket szült a királynak, de csak a két legfiatalabb érte meg a felnőttkort, őket a király törvényesítette:
  - Charles (1663–1665), kisgyermekként meghalt,
  - Philippe (1665–1666), kisgyermekként meghalt,
  - Egy kislány, csecsemőként meghalt.
  - Marie Anne de Bourbon (1666–1739), Blois első kisasszonya, aki 1680-ban feleségül ment I. Louis Armand de Bourbon-Conti-hoz.
  - Louis de Bourbon (1667–1683), Vermandois grófja, aki 1683-ban elesett a harctéren Courtrai-nál, Flandriában.
- Madame de Montespan, sz. Françoise Athénaïs de Rochechouart de Mortemart, Montespan márkiné (1640–1710), akinek a királytól való 7 gyermeke közül 4 érte meg a felnőttkort.
  - Louise-Françoise (1669–1672), kisgyermekként meghalt,
  - Louis Auguste de Bourbon, Maine hercege (1670–1736).
  - Louis César de Bourbon, Vexin grófja, Saint-Germain-des-Prés abbéja (1672–1683), serdülőként meghalt.
  - Louise Françoise de Bourbon, (1673–1743), Nantes kisasszonya (Mademoiselle de Nantes), aki feleségül ment Bourbon-Condé III. Lajoshoz, Bourbon hercegéhez, Condé 6. hercegéhez (duc de Bourbon, 6éme prince de Condé).
  - Louise Marie Anne de Bourbon, Tours kisasszonya (Mademoiselle de Tours, (1674–1681), gyermekként meghalt.
  - Françoise Marie de Bourbon, Blois második kisasszonya (Mademoiselle de Blois, 1677–1749), aki feleségül ment Fülöp orléans-i herceghez (1674–1723), Chartres hercegéhez, Franciaország jövendő régenséhez.
  - Louis Alexandre de Bourbon (1678–1737), Toulouse grófja.
- Madame de Ludres, sz. Marie-Isabelle de Ludres (1647–1722),
- Mademoiselle des Oeillets, sz. Claude de Vin des Oeillets (1637 körül – 1687),
- Madame de Maintenon, sz. Françoise d’Aubigné, Maintenon márkinő (1635–1719), 1683-tól Lajos második, titkos felesége, majd özvegye.

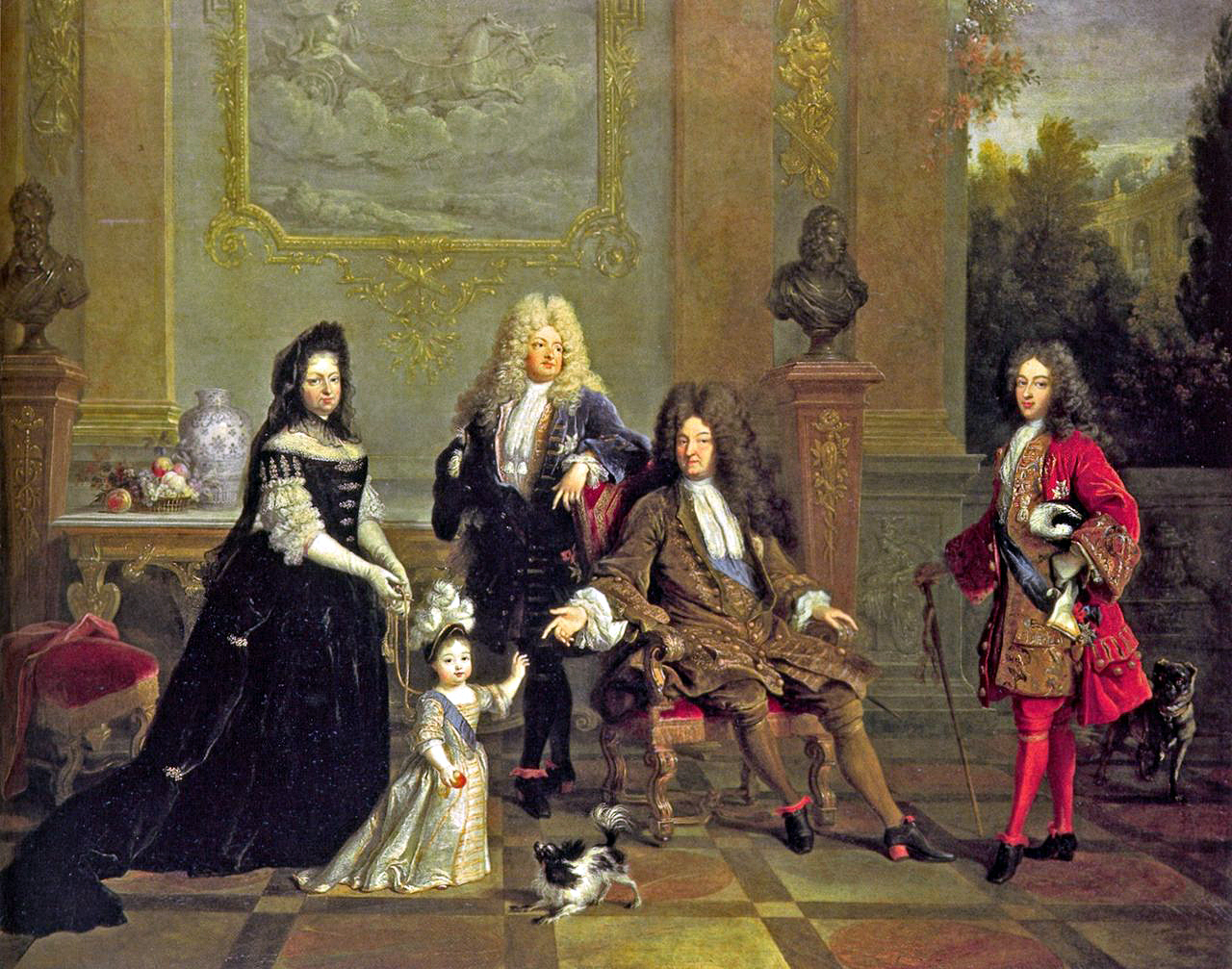
XIV. Lajos király és utódai (ismeretlen festő, 1700 körül.) XIII. Lajos és IV. Henrik mellszobrai alatt ül XIV. Lajos király († 1715), mögötte egyetlen fia, Lajos, Grand Dauphin († 1711), jobbra az ő legidősebb fia, Lajos, Burgundia hercege († 1712), balra Burgundia hercegének legidősebb fia, a gyermek Lajos, Bretagne hercege († 1705), XIV. Lajos dédunokája, gouvernante-jával, Ventadour hercegnével. Az ábrázolt „Lajosok” egyike sem örökölte a Napkirály trónját, 1715-re már valamennyien meghaltak.

### Jelleme
Az idősödő Lajos jámbor és vallásos ember volt, napi rendszerességgel imádkozott. Françoise d’Aubigné, Maintenon márkinője, a király második felesége, mélyen vallásos volt, ez még erősebbé tette a király gyakorló katolikusságát, aki ezért tiltotta be az operák és komédiák rendezését nagyböjt idején és 1685-ben visszavonta a nagyapja, IV. Henrik által kiadott nantes-i ediktumot is.

### Halála, utódlása
XIV. Lajos király 1715. szeptember 1-jén halt meg, egyik lábában előállt üszkösödés következtében, háromheti szenvedés után. Mivel ekkorra már elsőszülött fia, Lajos herceg, a Nagy Trónörökös, és annak trónöröklésre jogosult fiai, Lajos, Burgundia hercege, a Kis Trónörökös és Károly, Berry hercege, sőt Lajos legidősebb dédunokái is valamennyien meghaltak, a francia trónt XIV. Lajos legfiatalabb dédunokája, az 1710-ben született Lajos, Anjou hercege örökölte. A halála előtti napokban a király magához hívatta az ötéves trónörököst, és uralkodói intelmekkel látta el.

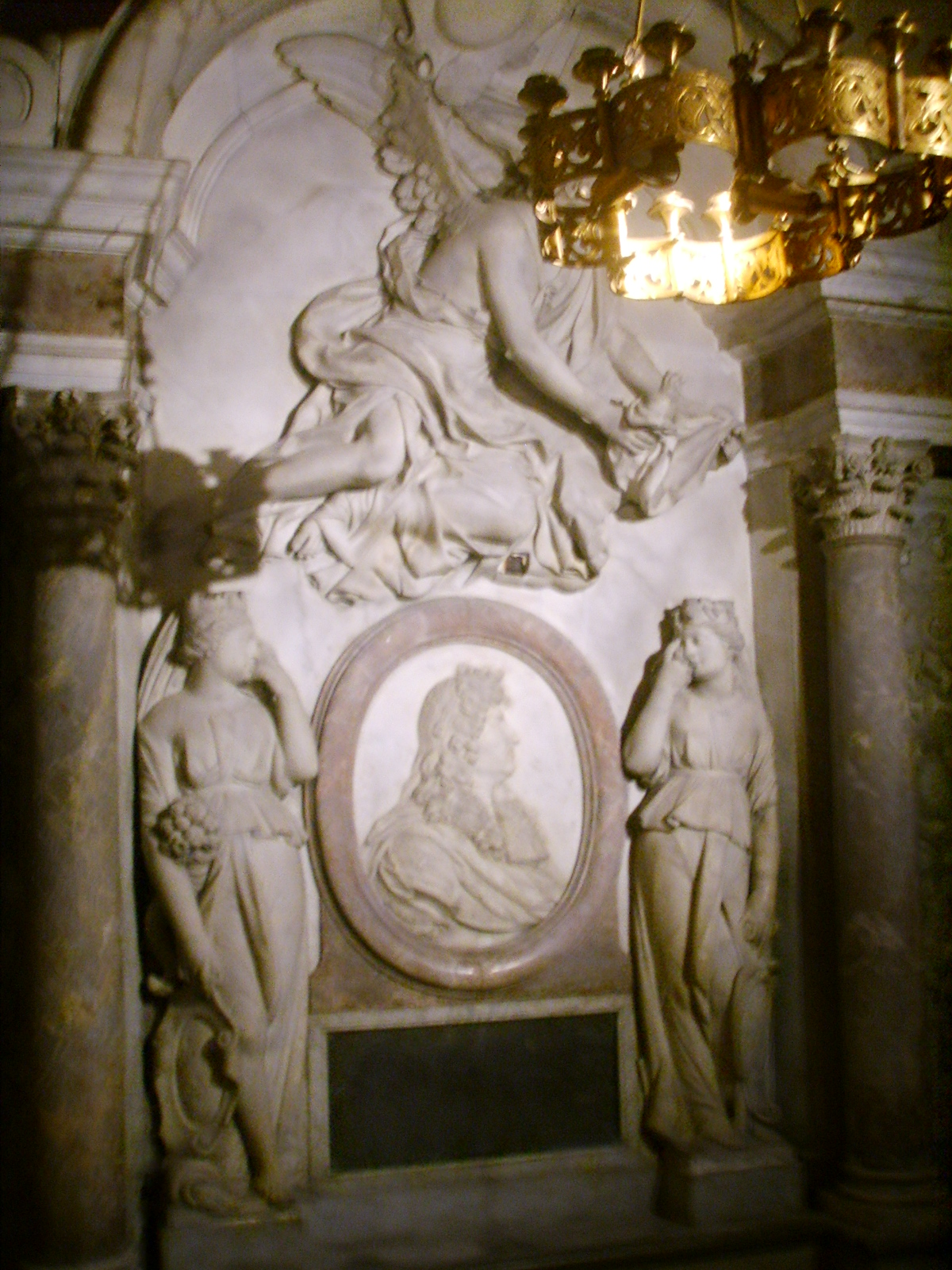
XIV. Lajos kenotáfiuma a Saint-Denis-székesegyházban

Az elhunyt király holttestét 8 napig a versailles-i kastély Herkules-szalonjában ravatalozták fel, majd szeptember 9-én éjszaka, teljes titokban szállították át a Saint-Denis-székesegyházba, a Bourbonok kriptájába, mert az udvar attól tartott, a nyilvános temetési menetet a nép örömujjongása és kegyeletsértő vidámsága kísérné. Sírját a forradalmi terror idején, 1793. október 14-én más királysírokhoz hasonlóan meggyalázták, a maradványokat a templomon kívül egy közös tömegsírba vetették. Az 1830-as júliusi forradalom után, 1841–1842-ben Lajos Fülöp király François Debret műépítészt bízta meg új királyi kenotáfium (jelképes síremlék) elkészítésével, aki munkájához más templomokból származó, korabeli síremlékek darabjait is felhasználta.

## ANapkirályuralmának mérlege

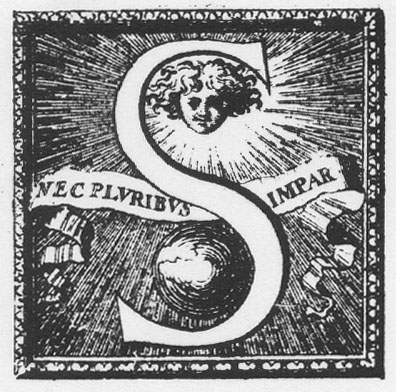
Iniciálé a királyi mottóval, 1694

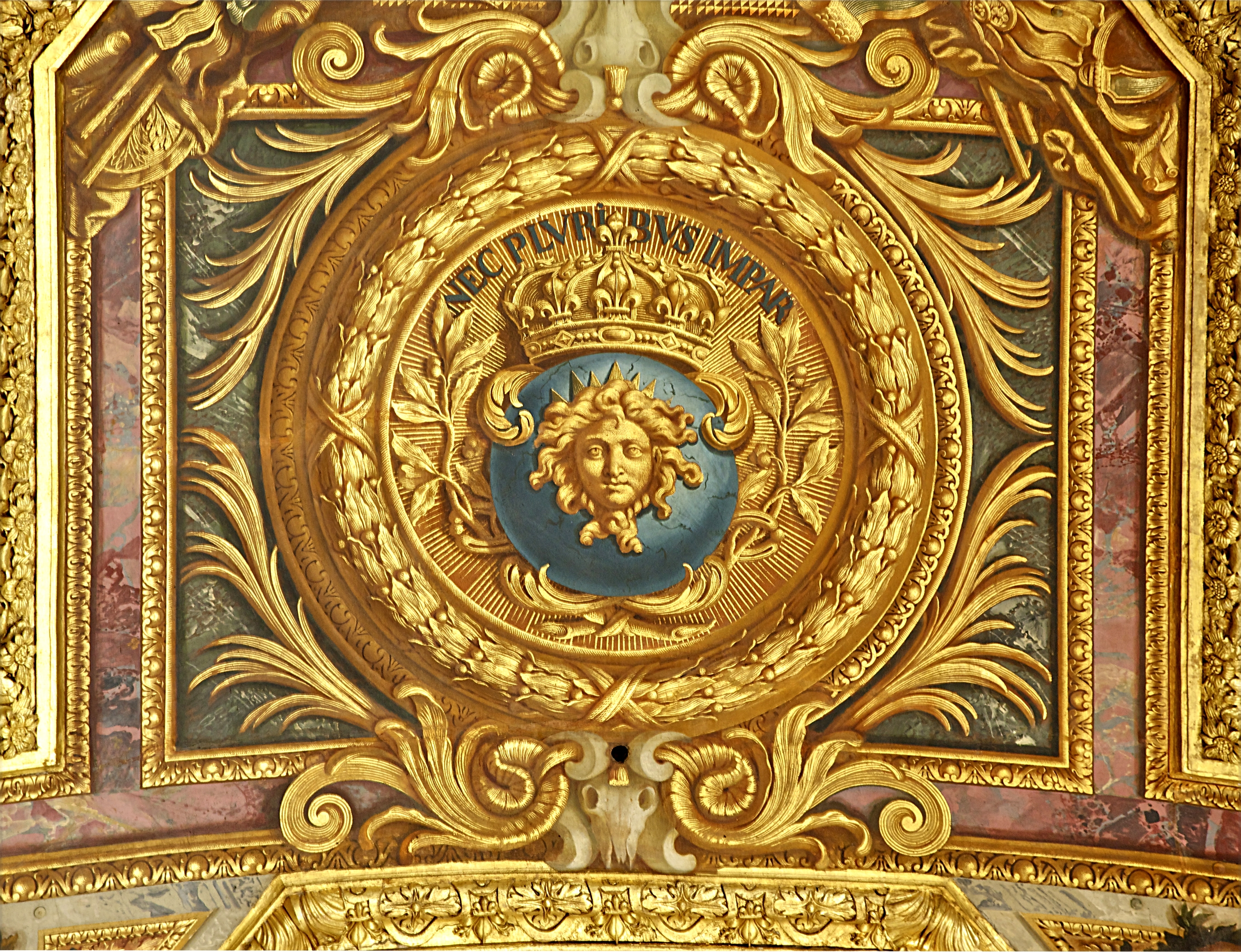
Címer a királyi mottóval, a versailles-i palota dísztermében

XIV. Lajos uralkodása alatt Franciaország Európa vezető hatalmává vált. Hatalmasat fejlődött a gazdaság, a technika, és a jobb gazdálkodásnak, a javuló közegészségügyi viszonyoknak, orvoslásnak köszönhetően nőtt az életszínvonal. A harmincéves háború által sújtott Német-római Birodalom lakosságfogyásával szemben Franciaországban folyamatosan nőtt a lakosság száma, amely végül a 18. század végén a polgári forradalom egyik előidézője lett.
Maga Lajos a kor leghatalmasabb és legfényesebb uralkodójának tekintette magát. A Napkirály imázsát ápolta, és mindenben igyekezett e jelképnek megfelelni. Saját maga által választott uralkodói mottója ez volt: Nec pluribus impar (jelentése magyarul kb. „Mindenki felett álló” vagy „Senkinél se kisebb”). Ezt a mottót az uralkodása során készült fegyverekre, ágyúkra, műtárgyakra, díszítőelemekre felíratta.
Lajos uralkodása alatt virágzott a manufaktúra ipar, a kastélyokba, de a polgári lakásokba is nagy gonddal megmunkált lakberendezési tárgyak kerültek, a nagy katonai megrendelések után hatalmas bevételekre szert tevő textilipar a háborúk lecsengése után nagy mennyiségben gyártott polgári viseletre szánt ruhaneműket, függönyöket, kárpitokat stb. Virágzott az irodalom, a tánc, a dráma és a művészet.
A franciák, a spanyolokhoz, portugálokhoz, angolokhoz képest megkésve ugyan, de elkezdték a gyarmatosítást, meghódították Louisianiát és a Szent Lőrinc-folyó környékét. Később az észak-amerikai gyarmatok jelentős része elveszett, de a kanadai Québec tartomány, bár angol uralom alá került, lakosainak zöme ma is francia származású, többségük szilárdan ragaszkodik ősei nyelvéhez. A francia gyarmatbirodalom főleg Észak-Afrikában, Dél-Amerika északi részén, Indokínában és Óceániában tudott kiépülni. A Napkirály uralkodása Franciaország fénykora, aranykora volt, de az államháztartás folyamatos túlköltekezése a következő évtizedekben súlyos gazdasági-pénzügyi krízisbe sodorta az országot.

## Kapcsolódó irodalom
- Saint Simon herceg. A Napkirály udvarában, Olcsó Könyvtár sorozat. Fordította Réz Pál, Budapest: Európa Könyvkiadó (1987). ISBN 9630702851
- Papp Imre. A Napkirály élete és kora, Szivárvány könyvek, Budapest: Kossuth Könyvkiadó (1989)
- Guy Breton. XIV. Lajos kegyencnői - Francia szerelmi históriák 4.. Budapest: Európa Könyvkiadó (2005). ISBN 9789630777780
- Hilaire Belloc. XIV. Lajos - A diktátor-király, A külföldi irodalom jelesei. Ford. Konkoly Kálmán, Budapest: Singer és Wolfner Irodalmi Intézet Rt.
- Georges Duby (ed.). Franciaország története I. - A kezdetektől a Bourbon-restaurációig. Budapest: Osiris Kiadó (2005). ISBN 9789633897560
- Marczali Henrik (szerk.). Nagy képes világtörténet. Franklin-Társulat Magyar Irod. Intézet és Könyvnyomda – Révai Testvérek Irodalmi Intézet Részvénytársaság (Elektronikus kiadás: Arcanum Adatbázis Kft. és Magyar Elektronikus Könyvtár) (1898–1905)

- François Bluche. Im Schatten des Sonnenkönigs. Alltagsleben im Zeitalter Ludwigs XIV.. Freiburg: Ploetz (1986). ISBN 3-87640-253-0 (németül)
- Peter Burke. Louis XIV - The fabrication of Louis XIV. London: History Today 42. (angolul)

| Előző uralkodó: XIII. Lajos | Franciaország királya 1643 – 1715 | Következő uralkodó: XV. Lajos |

| Előző uralkodó: II. Lajos | Navarra uralkodója 1643 – 1715 | Következő uralkodó: IV. Lajos |